# Miroslav Jůza
Miroslav Jůza (ur. 22 stycznia 1943 w Čebínie, zm. 13 stycznia 2012) – czechosłowacki lekkoatleta, średniodystansowiec.
24 czerwca 1962 w Uherském Hradišti ustanowił rekord Europy juniorów w biegu na 1000 metrów czasem 2:24,1.
Zdobył brązowy medal w sztafecie 3 × 1000 metrów na europejskich igrzyskach halowych w 1968 w Madrycie (sztafeta Czechosłowacji biegła w składzie: Pavel Hruška Jan Kasal i Jůza), a w biegu na 3000 metrów zajął 6. miejsce.
Jůza był mistrzem Czechosłowacji w biegu przełajowym w 1966, wicemistrzem w biegu na 1500 metrów w latach 1962–1965 oraz w biegu na 5000 metrów, biegu przełajowym i biegu ulicznym w 1967, a także brązowym medalistą w biegu przełajowym w 1965 oraz w biegu na 1500 metrów w 1966.